# سیارک ۵۷۷۲
سیارک ۵۷۷۲ (به انگلیسی: 5772 Johnlambert، نامگذاری:1988LB) پنج هزار و هفتصد و هفتاد و دومین سیارک کشف شده‌است که در ۱۵ ژوئن ۱۹۸۸ کشف شد.
قدر مطلق سیارک برابر ۱۲٫۲۰ است.